# Markus Beyer
Pour les articles homonymes, voir Beyer.
Markus Beyer est un boxeur allemand né le 28 avril 1971 à Erlabrunn et mort le 3 décembre 2018 à Berlin.

## Carrière
Médaillé de bronze aux championnats du monde de boxe amateur à Berlin en 1995 puis médaillé d'argent aux championnats d'Europe à Vejle en 1996 dans la catégorie super welters, il passe professionnel après les Jeux olympiques d'Atlanta et devient champion du monde des super moyens WBC à 3 reprises en 1999, 2003 et 2004. Il est en revanche battu par KO au 3e round le 14 octobre 2006 par Mikkel Kessler dans un combat de réunification des ceintures WBA et WBC.